# Laura & The Lovers
Laura & The Lovers – litewski zespół muzyczny grający muzykę popową i rockową założony w 2004. 
Reprezentant Litwy w 50. Konkursie Piosenki Eurowizji w 2005.

## Historia zespołu
Zespół został założony w listopadzie 2004 roku przez szwedzkich producentów muzycznych – Bobby’ego Ljungrena and Billy’eo Buta. Duet poszukiwał wykonawcy utworu „Little by Little”, do którego nagrania w Sztokholmie zaprosili litewską piosenkarkę Laurę Čepukaitė oraz muzyków zespołu Relanium – Donatasa Paulauskasa, Martynasa Lukoševičiusa i Audriusa Piragisa). Z piosenką zakwalifikowali się do krajowych selekcji eurowizyjnych, które ostatecznie zwyciężyli w lutym 2005, dzięki czemu zostali reprezentantami Litwy w 50. Konkursie Piosenki Eurowizji w Kijowie. Na początku maja rozpoczęli próby sceniczne do występu w półfinale Eurowizji 2005, a w okresie przygotowań rozdawali dziennikarzom materiały promocyjne, m.in. prezerwatywy z logiem zespołu, co miało „promować nazwę grupy oraz zapewnić, że ludzie opiekują się swoimi kochankami”. 19 maja wystąpili w półfinale konkursu i zajęli w nim ostatnie, 25. miejsce, przez co nie awansowali do finału. Podczas występu wystąpili w stylizacji Magnusa Flobeckera oraz w choreografii Roine’a Söderlundha.
W 2006 roku wydali album pt. Tarp krintančių lapų. Jeszcze w tym samym roku zakończyli działalność pod nazwą Laura & The Lovers oraz powrócili do grania jako Relanium.

## Dyskografia
Albumy studyjne
- Tarp krintančių lapų (2006)